# Randy Boyd
Randall Keith Joseph „Randy“ Boyd (* 23. Januar 1962 in Coniston, Ontario; † 20. Januar 2022 in Marietta, Georgia, USA) war ein kanadischer Eishockeyspieler und -trainer, der im Verlauf seiner aktiven Karriere zwischen 1979 und 1993 unter anderem 270 Spiele für die Pittsburgh Penguins, Chicago Black Hawks, New York Islanders und Vancouver Canucks in der National Hockey League (NHL) auf der Position des Verteidigers bestritten hat. Darüber hinaus absolvierte Boyd weitere 322 Partien in der American Hockey League (AHL) und International Hockey League (IHL) – hauptsächlich für die Milwaukee Admirals.

## Karriere
Boyd verbrachte seine Juniorenkarriere zwischen 1979 und 1982 bei den Ottawa 67’s in der Ontario (Major Junior) Hockey League (OHL), nachdem er zuvor in der unterklassigen Ontario Provincial Junior A Hockey League (OPJHL) für die North Bay Trappers gespielt hatte und anschließend von Ottawa an der fünften Position in der OHL Priority Selection ausgewählt worden war. In seiner Rookiesaison sammelte der Verteidiger in 76 Spielen insgesamt 26 Scorerpunkte und wurde nach der Spielzeit im NHL Entry Draft 1980 in der dritten Runde an 51. Stelle von den Pittsburgh Penguins aus der National Hockey League (NHL) ausgewählt. Trotzdem verblieb der damals 18-Jährige noch eineinhalb weitere Spielzeiten bei den 67’s – davon die erste als Mannschaftskapitän. Nachdem er im Frühjahr 1981 im First All-Star Team der Liga stand und als bester Verteidiger der Liga mit der Max Kaminsky Trophy ausgezeichnet worden war, wechselte er im Verlauf der Saison 1981/82 in die Organisation der Penguins.
Im Verlauf des Spieljahres kam Boyd zu 26 NHL-Einsätzen, pendelte in der Folgezeit bis Anfang Dezember 1983 aber zwischen dem Aufgebot Pittsburgh und dem des Farmteams, den Baltimore Skipjacks, aus der American Hockey League (AHL). Daraufhin wurde er im Tausch für Greg Fox zu den Chicago Black Hawks transferiert. Dort kam er im restlichen Verlauf der Saison 1983/84 aber auch nicht über die Rolle eines Ergänzungsspielers hinaus. Den Großteil der Spielzeit 1984/85 verbrachte der Abwehrspieler daher bei Chicagos Kooperationspartner aus der International Hockey League (IHL), den Milwaukee Admirals, wo er sich am Saisonende im First All-Star Team wiederfand. Im Vorjahr war er von den Black Hawks außerhalb der NHL bei den Springfield Indians in der AHL eingesetzt worden. Kurz vor dem Beginn der Saison 1985/86 fand Boyd über den NHL Waiver Draft in den New York Islanders einen neuen Arbeitgeber. Er verbrachte dort zwei weitere Spieljahre, verbrachte aber ebenso Zeit bei den Springfield Indians. Im Oktober 1987 wechselte der Abwehrspieler erneut über den NHL Waiver Draft – diesmal zu den Vancouver Canucks. Bei den Canucks fand sich der Defensivakteur nach einer guten ersten Spielzeit wieder bei den Milwaukee Admirals in der IHL wieder, wo er in der Saison 1988/89 als bester Verteidiger mit der Governor’s Trophy ausgezeichnet wurde und zum zweiten Mal im First All-Star Team stand.
Im Sommer 1989 suchte Boyd mit dem Wechsel zum österreichischen Hauptstadtklub Wiener EV eine neue Herausforderung und verbrachte mit der Mannschaft zwei Spielzeiten in der Bundesliga (ÖEL). Der Kanadier sammelte in 47 Einsätzen für den WEV 40 Punkte, bevor er zur Spielzeit 1991/92 nach Nordamerika zurückkehrte und sich abermals den Milwaukee Admirals aus der IHL anschloss. Nachdem er das Team im Verlauf der Folgesaison in Richtung Wichita Thunder aus der Central Hockey League (CHL) verlassen hatte, beendete der 31-Jährige im Sommer 1993 seine aktive Karriere. Nach dem Ende seiner aktiven Laufbahn übernahm Boyd zur Saison 1993/94 für ein Jahr den Cheftrainerposten bei den Memphis RiverKings aus der CHL. Anschließend arbeitete er in der Saison 1995 als Trainer beim Inlinehockeyverein Chicago Cheetahs aus der Roller Hockey International (RHI). Zudem bestritt er im Saisonverlauf drei Spiele für das Team.
Boyd verstarb im Januar 2022 wenige Tage vor seinem 60. Geburtstag in seiner Wahlheimat Marietta im US-Bundesstaat Georgia.

## Erfolge und Auszeichnungen
| - 1981 Max Kaminsky Trophy - 1981 OHL First All Star Team - 1985 IHL First All-Star Team | - 1989 Governor’s Trophy - 1989 IHL First All-Star Team |

## Karrierestatistik
(Legende zur Spielerstatistik: Sp oder GP = absolvierte Spiele; T oder G = erzielte Tore; V oder A = erzielte Assists; Pkt oder Pts = erzielte Scorerpunkte; SM oder PIM = erhaltene Strafminuten; +/− = Plus/Minus-Bilanz; PP = erzielte Überzahltore; SH = erzielte Unterzahltore; GW = erzielte Siegtore; 1 Play-downs/Relegation; Kursiv: Statistik nicht vollständig)